# Frank Sherwood Rowland
Frank Sherwood „Sherry” Rowland  (Delaware, Delaware megye 1927. június 28. – Newport Beach, 2012. március 10.) amerikai kémikus. 1995-ben kémiai Nobel-díjjal tüntették ki, Paul J. Crutzennel és Mario J. Molinaval megosztva, „az atmoszféra kémiájának kutatásáért, különösen az ózonképződés és -lebomlás vizsgálatáért”.

## Életrajz
1927. június 28-án született, három fiú közül másodikként, az Ohio állambeli Delaware városban. Általános és középfokú tanulmányait szülővárosában, Delawareben végezte el. Rowland 1948-ban szerzett BSc diplomát az ohiói Wesleyan Egyetemen. MSc diplomáját 1951-ben, míg PhD-ját 1952-ben szerezte meg a Chicagói Egyetemen.